# Norwegische Gesandtschaft in Berlin

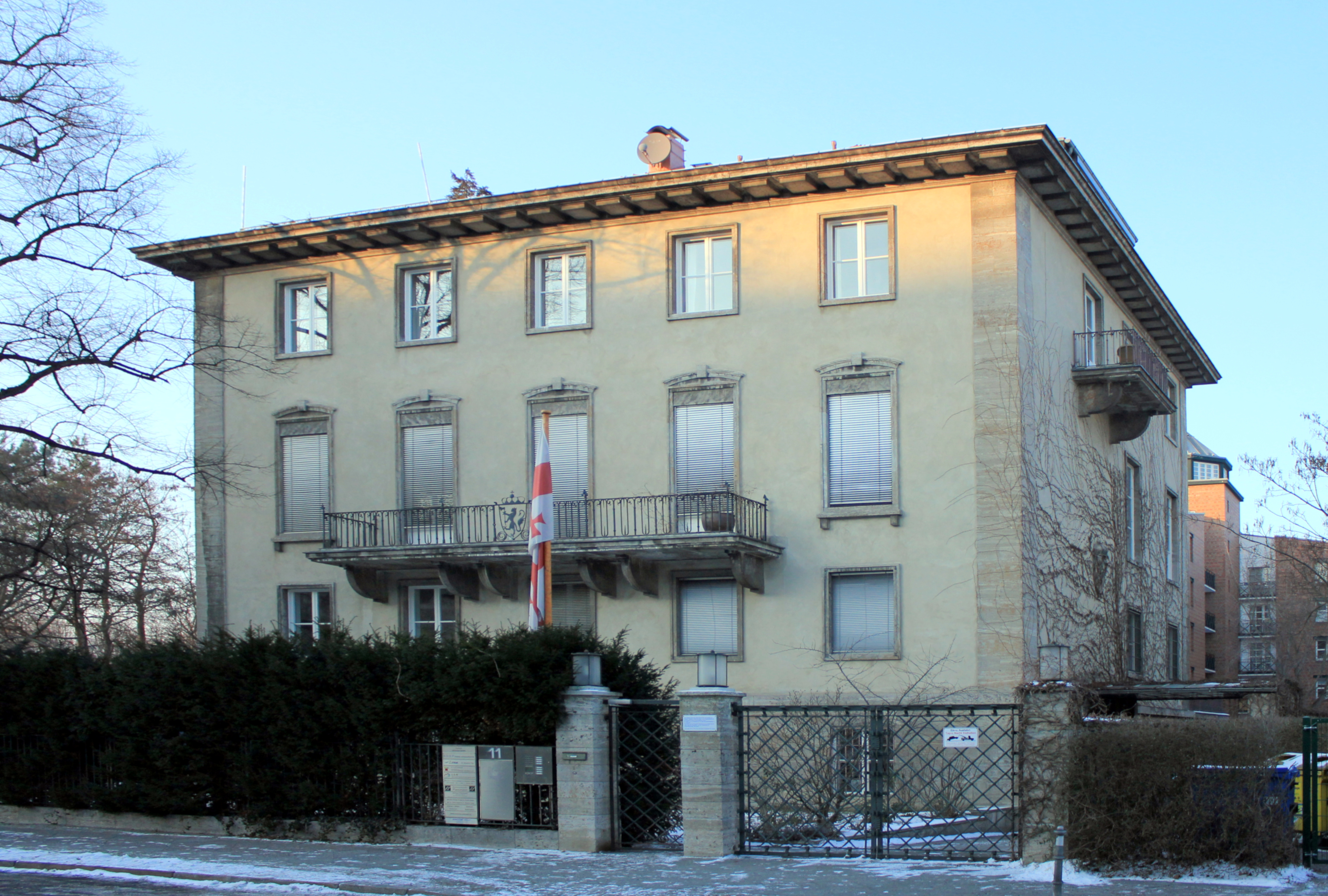
Rauchstraße 11: Sitz der Georgischen Botschaft sowie Geschäfts- und Wohnhaus (seit 2009)

Die Norwegische Gesandtschaft in Berlin im Botschaftsviertel des Berliner Ortsteils Tiergarten wurde von 1940 bis 1941 als Hauptsitz der diplomatischen Vertretung Norwegens in Deutschland errichtet. Das Gebäude am westlichen Ende der Rauchstraße wurde 1938 von der Architektengemeinschaft Estorff & Winkler im neoklassizistischen Stil entworfen und steht heute unter Denkmalschutz. Das Gesandtschaftsgebäude wird heute als Büro- und Wohngebäude genutzt, die Botschaft Norwegens in Berlin befindet sich seit 1999 im Komplex der Nordischen Botschaften am östlichen Ende der Rauchstraße.

## Lage, Planung und Architektur
Das Gebäude der Norwegischen Gesandtschaft befindet sich in der Rauchstraße 11 an der Ecke zur Drakestraße, gegenüber der fast zeitgleich erbauten Jugoslawischen Gesandtschaft. Die Rauchstraße verlief zur Erbauungszeit des Gebäudes von der Klingelhöferstraße im Osten (damals: Friedrich-Wilhelm-Straße) über die Stüler- und Drakestraße bis hin zur Ecke Corneliusstraße / Lichtensteinallee im Westen. Nach den Zerstörungen des Zweiten Weltkriegs blieben im gesamten Häuserblock zwischen Drakestraße und Lichtensteinallee nur noch zwei Gebäude übrig: die Spanische Botschaft und die Dänische Gesandtschaft. In den 1980er Jahren sollten die beiden Gebäude auch noch abgerissen werden, um das ganze Gelände dem Zoologischen Garten zuzuschlagen. Dazu kam es nach Bürgerprotesten nicht, aber der südliche Teil des Baublocks wurde 1987 als Erweiterungsgelände des Zoologischen Gartens eröffnet. So ist heute die ehemalige Kreuzung Rauch-/Drakestraße nur noch eine Einmündung und die ehemalige Norwegische Gesandtschaft grenzt an den Zoo.

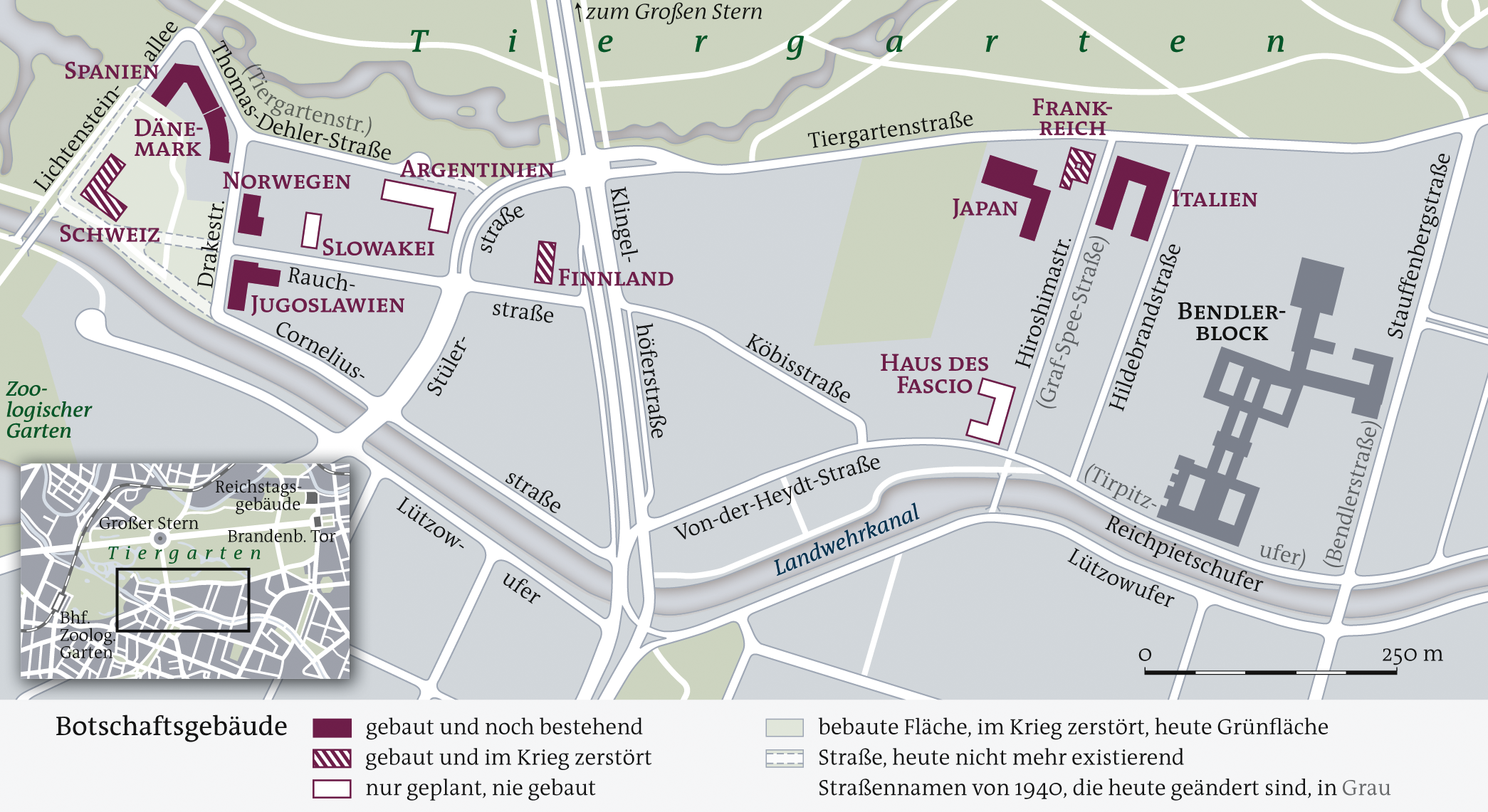
Botschaftsneubauten im Zuge der Planung zur „Welthauptstadt Germania“

Im Rahmen des Bebauungsplans des nationalsozialistischen Chefarchitekten Albert Speer und dessen Behörde (Generalbauinspektion, GBI) für die Errichtung der „Welthauptstadt Germania“ wurde das heute als Botschaftsviertel bekannte Gebiet am südlichen Tiergarten zum Diplomatenviertel erklärt. Es sollten zwölf Botschaftsgebäude errichtet werden, um im Regierungsviertel nahe dem Brandenburger Tor durch den Wegzug der Botschaften Platz für die Ausführung der Pläne von Speer zu schaffen, die alle bis dahin bekannten städtebaulichen Maßstäbe sprengen sollten. Für die Verwirklichung seiner Pläne wurden 1938–39 Wohngebäude in Berlin abgerissen, die dabei umzusetzenden Mieter erhielten Ersatzwohnungen, die auf Speers Betreiben durch die Räumung und Deportation von Juden frei wurden. Die Gesandtschaftskanzlei und die Passstelle von Norwegen befand sich vor dem Umzug ins Botschaftsviertel in einem eigenen Gebäude in der Alsenstraße 2 (Postbezirk NW 40) in Moabit, einer heute nicht mehr existenten Straße nahe dem Lehrter Bahnhof. Damit war die Norwegische Gesandtschaft dem Plan für die „Große Halle“ im Weg.
Der Entwurf für die Norwegische Gesandtschaft stammt von der Architektengemeinschaft Otto von Estorff und Gerhard Winkler, die in Potsdam und Umgebung bereits eine Reihe von Villen errichtet hatten. Das 1940–1941 errichtete Gebäude hat einen L-förmigen Grundriss, dessen Flügel an der Rauch- bzw. Drakestraße liegen. Die Traufhöhe und Fassadengliederung des Gebäudes richteten sich nach der Gestaltung des direkt benachbarten Niederländischen Gesandtschaftsgebäudes älteren Datums in der Rauchstraße 10, mit der die Norwegische Gesandtschaft durch eine Doppelarkade verbunden war, die auch als Vorfahrt für Autos diente. Die Niederländische Gesandtschaft wurde im Zweiten Weltkrieg zerstört, die Doppelarkade abgerissen. Die Norwegische Gesandtschaft hat über einem ausgebauten Sockelgeschoss drei Hauptgeschosse; heute ist auch das Dachgeschoss ausgebaut. Die Fassade ist hell verputzt, sowie am Sockel, an den Ecken des Gebäudes, in den Fenstergewänden und am Dachgesims glatt mit Kalkstein verkleidet. Das zweite Obergeschoss ist durch einen repräsentativen Balkon zur Rauchstraße hin hervorgehoben.
Von 1980 bis 1984 entwarf Rob Krier im Rahmen der Internationalen Bauausstellung (IBA) entlang der Rauchstraße eine städtebauliche Gestaltung mit blockartigen Mehrfamilienhäusern. Die Norwegische Gesandtschaft befindet sich im IBA-Entwurfsblock 189 „Rauchstrasse“, der durch die Rauchstraße, Drakestraße, Thomas-Dehler-Straße und Stülerstraße begrenzt wird. 1983–1984 führte Aldo Rossi das Nachbargebäude der Norwegischen Gesandtschaft in der Drakestraße (Adresse Thomas-Dehler-Straße 47) als spiegelbildlichen Entwurf zum Gesandtschaftsgebäude aus. Das Nachbargebäude in der Rauchstraße auf dem Bauplatz der ehemaligen Niederländischen Gesandtschaft wurde von Rob Krier selbst gestaltet. Die Norwegische Gesandtschaft selbst wurde im Rahmen der IBA durch die Freie Planungsgruppe Berlin unter Leitung von R. Weichmayr restauriert.

## Nutzungsgeschichte
Langjähriger norwegischer Gesandter in Berlin war Arne Scheel, der diesen Posten seit 1921 innehatte. Der norwegische Außenminister Halvdan Koht versuchte 1940, Scheel wegen zu großer Nähe zu NS-Deutschland von seinem Posten abzuberufen. Nachdem am 9. April 1940 die Wehrmacht den Angriff auf Norwegen begann, empfing Hitler am 13. April 1940 Scheel zusammen mit dem norwegischen Kollaborateur Albert Viljam Hagelin zu einer Unterredung. Am 19. April 1940 reiste Scheel zusammen mit dem Botschaftspersonal nach Aufforderung durch Ribbentrop aus. Das Gesandtschaftsgebäude in der Rauchstraße wurde 1941 fertiggestellt. Die diplomatischen Liegenschaften der von Deutschland besetzten, annektierten oder zerschlagenen Länder wurden gemeinhin als „Beute“ behandelt: so fielen die Gebäude der Sowjetischen und Jugoslawischen Gesandtschaft an das Reichsministerium für die besetzten Ostgebiete. Das Auswärtige Amt eignete sich die Norwegische Gesandtschaft an.
Nach Kriegsende akkreditierte der Alliierte Kontrollrat die Norwegische Militärmission als diplomatische Vertretung Norwegens in Deutschland. Die Militärmission nahm ihren Sitz im Gebäude der Norwegischen Gesandtschaft. Der norwegische Diplomat C. J. Helgeby leitete die Militärmission und führte dafür den Rang eines Generalmajors. Im Oktober 1946 bat der norwegische Außenminister Halvard Lange seinen Freund Willy Brandt, als Presseattaché zur Norwegischen Militärmission nach Berlin zu gehen, um von dort über die deutsche Entwicklung zu berichten. Brandt willigte ein und traf im Januar 1947 im „zivilmilitärischen“ Rang eines norwegischen Majors in Berlin ein. Wenige Monate später folgte ihm seine Geliebte Rut Bergaust nach Berlin, die nun als seine Sekretärin im Rang eines Leutnants in der Militärmission arbeitete. Ende 1947 trat Brandt aus dem Dienst der Norwegischen Militärmission aus und gab seine norwegische Staatsangehörigkeit auf, um per 1. Januar 1948 die Berliner Vertretung des SPD-Vorstandes zu übernehmen. Auch Rut Bergaust gab ihre Stellung an der Militärmission auf. 1948 heirateten Brandt und Bergaust, die nun Rut Brandt hieß, in Berlin. Die Trauung vollzog ein norwegischer Militärpfarrer, der von seiner Einheit im Harz nach Berlin kam.
Nach Schließung der Norwegischen Militärmission in Berlin blieb das Gebäude über Jahre unbenutzt und verfiel zusehends. Nach der Wiedervereinigung wurde das Gesandtschaftsgebäude in der Rauchstraße 11 renoviert und darin ein norwegisches Generalkonsulat eingerichtet. Infolge des Hauptstadtbeschlusses verlagerte auch Norwegen seine bis dahin in Bonn befindliche Botschaft nach Berlin. Gemeinsam mit anderen skandinavischen Ländern errichtete Norwegen den Komplex Nordische Botschaften, in dessen norwegischem Teil 1999 das Konsulat aus der Rauchstraße 11 zusammen mit der Botschaft aus Bonn einzog. Das ehemalige Gesandtschaftsgebäude wird heute als Büro- und Wohnhaus genutzt und ist in Eigentumswohnungen aufgeteilt. Seit 2010 hat die Georgische Botschaft ihren Sitz in Teilen des Gebäudes.